# 夏威夷共和國
夏威夷共和國（夏威夷語︰Lepupalika o Hawaiʻi，英語︰Republic of Hawaiʻi）是在夏威夷群島上只存在四年的一黨制國家，它在1898年8月12日被併入美國。由於夏威夷王國制定了新憲法，試圖脫離美國對群島的控制，因此當時居住在檀香山的歐美僑民連同美國海軍陸戰隊於1893年發動政變，迫使利留卡拉尼女王遜位，成立夏威夷臨時政府，其後於1894年改為共和國政體，總統為桑福德·多爾。1898年美國國會以兩院聯合決議的形式通過了兼併夏威夷的決議。同年8月12日夏威夷正式成為美國領地，桑福德·多爾出任第一任領地總督。1959年8月21日，夏威夷正式成為美國第50個州。
布朗特報告認定美國官員同謀僑民非法地推翻合法、和平的夏威夷原政府。美國官員立即承認了新政府，並派遣海軍陸戰隊協助推翻政權。報告得出結論，美國官員在這事件中進行了未經政府授權的活動，包括以虛假或誇大的藉口讓美國海軍陸戰隊入侵夏威夷，以支持當地美國僑民反夏威夷女王的陰謀。這些行動終使政變成功，而這些行為是違背夏威夷大多數人口意願下進行的。

## 共和國的建立
1887年，美國移民為首的夏威夷改革黨成員強迫國王接受新憲法，限制1864年憲法下授予君主的權力。新憲法也被稱為「刺刀憲法」，這是因為该宪法是卡拉卡瓦國王在槍口威脅下簽署的。這部新憲法未經立法機構批准就頒布，使得夏威夷君主成為當地美國人的傀儡。利留卡拉尼女王於1891年登基，她銳意要改修憲法，試圖讓夏威夷脫離美國人的操控。1893年，由富有的甘蔗種植場主和商人連同約1000多名武裝人員發動了反君主的政變。皇家武裝部隊沒有抵抗，因此沒有流血傷亡。由白人組成的安全委員會推翻王國，建立夏威夷臨時政府。與美國有密切經濟聯繫的政變領導人想加入美國，以免被當時另一海上強國日本控制。由於夏威夷原住民的反對，以及美國總統格羅弗·克里夫蘭最初反對吞併，計劃被推遲。女王本人前往華盛頓，希望能說服美國政府支持她復位。

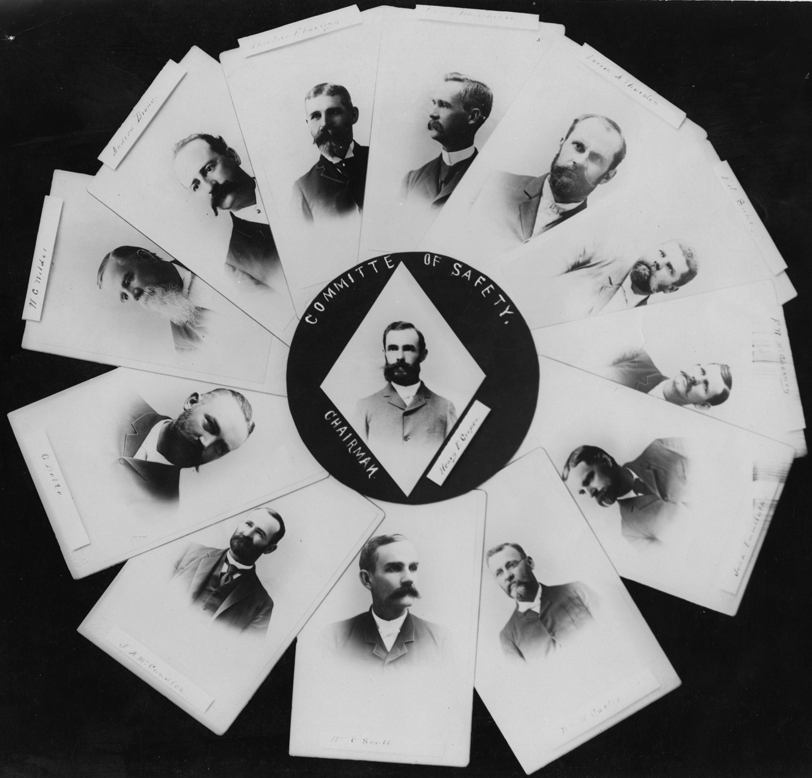
操控政變的安全委員會，正式名稱為公共安全公民委員會，

克利夫蘭總統派出了眾議員布朗特進行調查，他撰寫了布朗特報告，結論是美國駐夏威夷王國公使約翰·L·史蒂文斯操縱和策劃了叛亂。克利夫蘭總統決定恢復女王統治，要求桑福德·多爾辭職。然而，多爾拒絕了這個要求。美國參議院這時舉行了聽證會，削弱了布朗特報告的主張，美國輿論也贊成吞併。1894年5月，美國參議院一致通過決議，反對女王復辟，反對克利夫蘭總統干涉多爾政府的事務。克利夫蘭總統因此放棄處理這個問題，讓夏威夷共和國自生自滅。
夏威夷臨時政府召開制憲會議，但僅限於夏威夷人和具美國或歐洲血統的納稅人，亞洲人並不包括在內。

## 政治體制
夏威夷總統是夏威夷共和國的國家元首和政府首腦。憲法規定總統任期為六年，不得連任。總統有權否決立法，立法兩院可以以三分之二多數推翻總統否決權。憲法第23條特別任命桑福德·多爾為共和國的第一任總統，而他也是共和國唯一的總統，因為1898年美國吞併夏威夷，其後他成為第一任夏威夷總督。

## 1895年威爾科克斯起義
在夏威夷君主制被推翻之後，曾多次試圖推翻王國的羅伯特·威廉·威爾科克斯轉而支持女王，反對新成立的夏威夷共和國，圖謀復辟君主制。然而叛變失敗，威爾科克斯及利留卡拉尼女王被捕。女王被囚於伊奧拉尼宮中，威爾考克斯被控叛國罪並被判處死刑，但桑福德·多爾總統赦免了他。夏威夷共和國也對前女王進行了審判，檢方稱女王犯下了叛國罪。她被判監禁5年及罰款1萬元，然而實際情況是在宮中被軟禁。八個月後，多爾赦免了她，並允許她回到華盛頓。

## 共和國的終結和美國的吞併

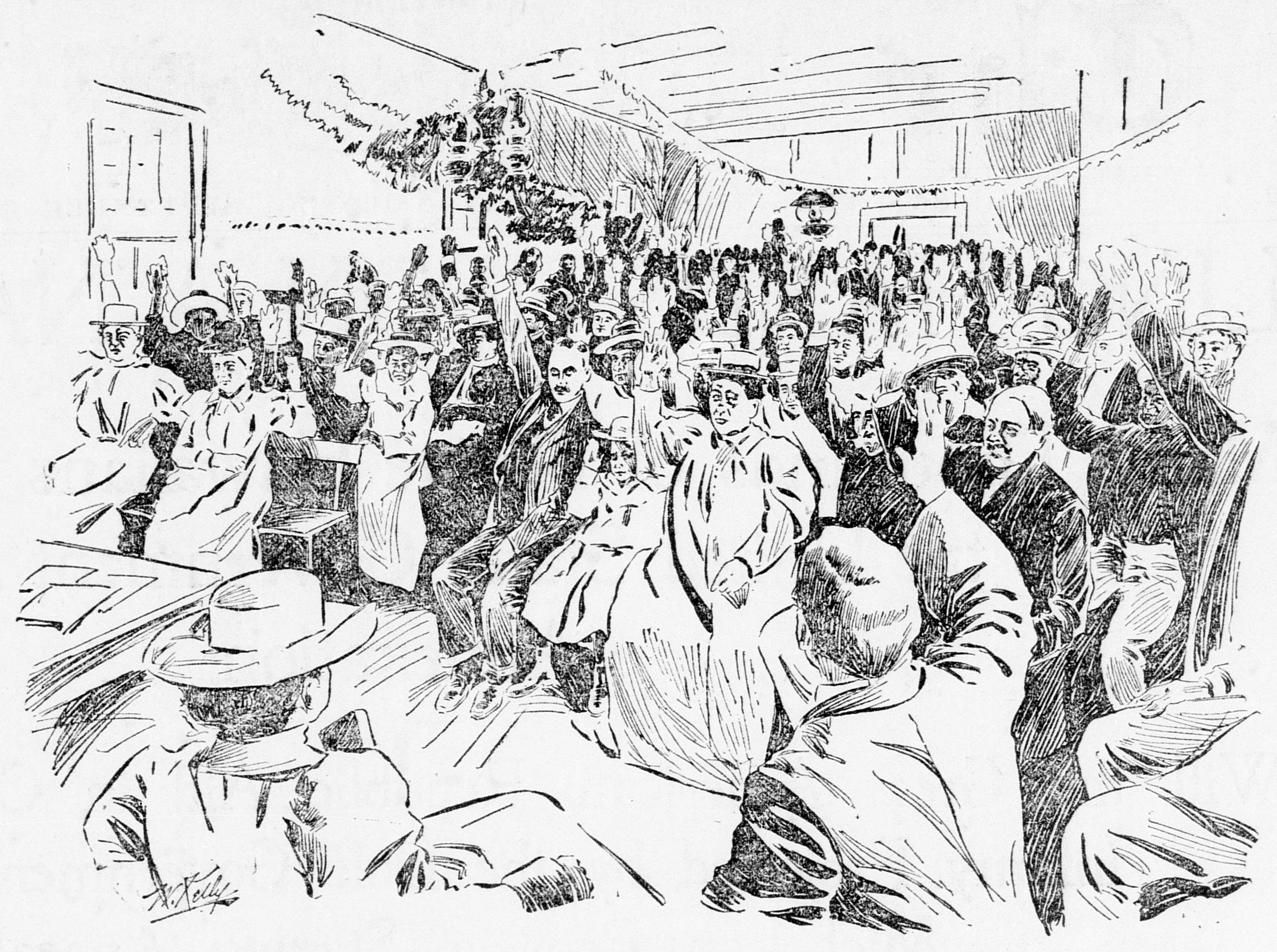
1897年在希洛舉行的反吞併抗議。

1897年3月4日，美國新總統威廉·麥金利上任，一改前任克利夫蘭總統的決定，恢復與夏威夷共和國的吞併談判。麥金利於6月將與夏威夷共和國簽訂的吞併條約送交參議院批准，但在夏威夷原住民的請願與代表團的遊說反對下，參議院的支持票數從58票降到46票，遠低於所需的60票。談判在美西戰爭於1898年爆發後出現轉機，雖然夏威夷共和國表面上宣布中立，可是實際上違反中立提供海軍基地給美國使用，這個大力支持美國的舉動使國會轉為支持吞併。

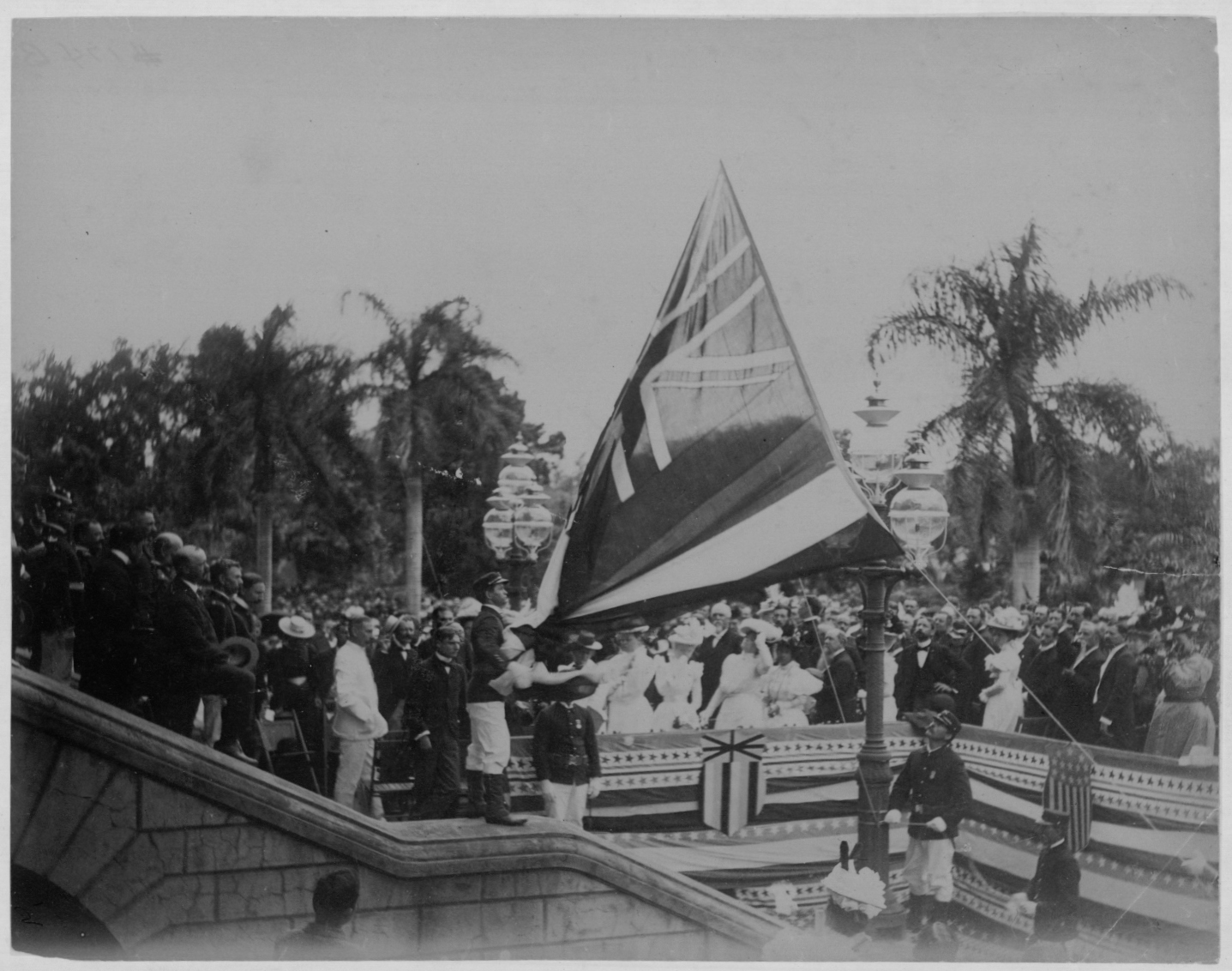
伊奧拉尼宮降下夏威夷共和國國旗

隨著反對勢力的削弱，國會通過紐蘭茲決議吞併夏威夷。該聯合決議案於1898年7月4日獲得國會批准，於7月7日由麥金利總統簽署。夏威夷群島的主權在1898年8月12日移交，伊奧拉尼宮降下夏威夷國旗，升起星條旗。夏威夷共和國更名為夏威夷領地，兩年後成為美國合併建制領土。大多数夏威夷公民不承认这一事件的合法性，也没有出席仪式。

## 另見
- 夏威夷歷史
- 夏威夷王國
- 夏威夷臨時政府
- 安全委員會 (夏威夷)